# F-IV-H
F-IV-H (також був відомий як F-IV-HE) — чехословацький експериментальний плавучий танк. За класифікацією належав до легких танків.

## Історія

### Причини розроби
У 1936 році Генеральний штаб армії Чехословацької республіки за сприяння Військово-технічного інституту сформулював вимоги до легкого плаваючого танка. На цей процес вплинув розвиток плаваючих бронемашин у Великій Британії та СРСР. Основою для розвитку плавучої бронетехніки чехословаки вважали танк Vickers-Carden-Loyd A11E1, проте для них танк здавався надто слабко захищеним та озброєним.
Технічне завдання було видано фірмам ČKD та Škoda. Першим з'явився дослідний зразок танка ŠOT, проте його добудова затяглася через відсутність електротрансмісії. Фірма ČKD розпочала складання власного плаваючого танка у 1937 році. Дослідний зразок отримав позначення F-IV-H (де F-IV позначало тип двигуна, а літера Н — гусеничний рушій).

### Дані про танк
Корпус F-IV-H був зварним та збирався з листів цементованої броні. Товщина бронелистів лобової частини корпусу, бортів та башти склала 14 мм, корми — 10 мм, даху та днища — 7 мм. Екіпаж складався з трьох осіб: механік-водій, командир-стрілок та радіотелеграфіст. Водій сидів праворуч у передній частині корпусу і мав перед собою невеликий оглядовий люк, захищений бронесклом. У правій стінці було виконано оглядову щілину для бічного огляду. Радіотелеграфіст розміщувався ліворуч і мав такі самі прилади спостереження, що й водій. Крім радіостанції vz. 37 він обслуговував курсовий кулемет ZB vz.37. Командир танка перебував у бойовому відділенні та обслуговував другий 7,92-мм кулемет, встановлений у конічній одномісній башті. Внутрішній баштовий об'єм був невеликим, тому на даху вежі було встановлено малу командирську вежу з перископом. Прицільні пристрої складалися тільки з монокулярного оптичного прицілу, змонтованого поруч з кулеметом.
На танку F-IV-H встановлювався бензиновий, 4-циліндровий та 4-тактовий двигун Praga F-IV потужністю 120 к.с. та робочим об'ємом 7180 кубічних сантиметрів. Запуск двигуна здійснювався електростартером чи вручну. У складі трансмісії механічного типу використовувалася коробка передач Praga-Wilson. Потужність від двигуна передавалася через коробку перемикання передач на задні колеса або на два гребні гвинти, встановлені в кормовій частині корпусу.
Плавучість забезпечувалася двома бортовими поплавцями коробчастої форми, які частково закривали ходову частину. Ходова частина F-IV-H віддалено нагадувала легкий танк LT vz.38. Вона мала таке компонування (для кожного борту):
1. 4 опорні котки, зблоковані попарно з амортизацією на листових напівеліптичних ресорах.
2. 2 підтримувальні ролики.
3. Переднє напрямне та заднє ведуче колеса.
4. Дрібноланкова гусениця.

Прототип мав однотонне забарвлення. Оскільки докладних відомостей не збереглося, можна припустити, що це був сірий колір або колір хакі. Внутрішня частина бойового відділення фарбувалася в колір слонової кістки. Тактичні номери та інші армійські позначення на F-IV-H були відсутні.

### Випробування
Роботи над прототипом були уповільнені через відсутність досвіду. Інженери мали також герметизувати корпус, забезпечити рівень плавучості та зберегти передачу потужності двигуна на елементи ходової частини. Варіант із британським танком вважався старим, а з СРСР домовитися було неможливо.
Дослідний зразок був готовий лише через рік, а до 15 березня 1939 вдалося провести лише невелику частину ходових тестів. Подальші випробування прототипу F-IV-H проводилися під контролем німецької адміністрації. Торішнього серпня 1939 року вдалося досягти наступних показників:
1. Швидкість по шосе: 45 км/год.
2. Швидкість на воді: до 7 км/год.
3. Запас ходу: 200 км.

Питомий тиск на ґрунт становив 0,50 кг/см², що було наслідком використання вузьких траків гусеничних ланцюгів. Танк також показав прийнятну прохідність пересіченою місцевістю. Попри випробування, вермахт відмовився від використання цієї машини, вважаючи розробку танків-амфібій марною. Тільки в 1941 перед операцією «Seelöwe» Вермахт повернувся до розробки таких танків, розраховуючи використовувати їх для розвідки.
На початку 1942 року було побудовано другий прототип під кодовою назвою F-IV-HII, що відрізнявся модифікованою баштою, збільшеною командирською баштою, новою системою вихлопу газів та покращеною системою охолодження. Також було додано задній поплавок та модифіковано бортові. Про випробування цього дослідного зразка відомості не збереглися. Ймовірно, обидва прототипи було демонтовано.